# 29133 Варґас
29133 Варґас (29133 Vargas) — астероїд головного поясу, відкритий 29 травня 1987 року.
Тіссеранів параметр щодо Юпітера — 3,334.